# 栗原秀幸
栗原 秀幸（くりはら ひでゆき、1952年 - ）は、日本の教育学者である。福島大学教授。専門は数学教育、科学教育。

## 来歴
1981年、埼玉大学理学部数学科卒業。1983年、東京学芸大学大学院教育学研究科修士課程修了。福島大学人間発達文化学類教授。

## 著書・論文

### 著書
- 『証明論―中学校における証明の学習を中心として』（21世紀への学校数学への展望、誠文堂新光社、1998年）
- 『中学校での問題解決―経済生活での数学』（21世紀への学校数学への展望、誠文堂新光社、1994年）
- 『数学教育における「モデル」とモデリングの教育』（21世紀への学校数学への展望、誠文堂新光社、1994年）

### 論文
- 「問題解決における認知的役割について―Davis, schoenfeldを手がかりとして」（『数学教育学会研究紀要』, 28/, 1-2/, 1987年）
- 「プログラミングの教育と数学の思考」（『数学教育学会研究紀要』, 29/, 3-4/, 1989年）
- 「算数の問題解決過程における子どもの認知的特徴についての一考察」（『数学教育学会研究紀要』, 30/, 3-4/, 1990年）
- 「シンポジウム『認知科学と数学教育』」（『研究紀要』 35(1), 64, 1995年）
- 「中学2年生の関数の認知について  -福島県での生活・学習状況調査から」（『数学教育学会誌』 臨時増刊, 数学教育学会発表論文集 1995(1), 13-16, 1995年）
- 「教養数学受講学生にみる数学の意識  『三角形の中線が一点で交わる』ことをめぐって」（『数学教育学会誌』 臨時増刊, 数学教育学会発表論文集 1996(1), 169-172, 1996年）
- 「大学生の量感覚」（『数学教育学会誌』 臨時増刊, 数学教育学会発表論文集 1997(1), 32-33, 1997年）
- 「『わかったつもり』を考える」（『数学教育学会誌』 臨時増刊, 数学教育学会発表論文集 1997(2), 3-5, 1997年）
- 「日常の数表現と量の認識」（『数学教育学会誌』 臨時増刊, 数学教育学会発表論文集 1998(1), 1-3, 1998年）
- 「構成主義が主体的学習の育成にどうかかわるか」（『数学教育学会誌』 臨時増刊, 数学教育学会発表論文集 1998(2), 7-9, 1998年）
- 「新教育課程と計算力」（『数学教育学会誌』 臨時増刊, 数学教育学会発表論文集 1998(2), 16-18, 1998年）
- 「創設後40年を経た数学教育学会の新たな飛躍に向にて」（『研究紀要』 39(1), 1-2, 1998年）
- 「1998年度数学教育学会夏季年会報告」（『研究紀要』 39(1), 123-124, 1998年）
- 「現代の大学生の学力の一側面(1)  日常現象の数的表現について」（『数学教育学会誌』 臨時増刊, 数学教育学会発表論文集 1999(2), 1-3, 1999年）
- 「現代の大学生の学力の一側面(2)  一次不等式について」（『数学教育学会誌』 臨時増刊, 数学教育学会発表論文集 1999(2), 4-6, 1999年）
- 「現代の高校生の学力の一側面  -専門(工業)高校での課題から」（共著）（『数学教育学会誌』 臨時増刊, 数学教育学会発表論文集 1999(2), 7-9, 1999年）
- 「米国における数学教育改革  STANDARDS2000 を中心に」（共著）（『数学教育学会誌』 臨時増刊, 数学教育学会発表論文集 1999(2), 22-24, 1999年）
- 「情報化社会における数学教育 (2)  米国の教育改革 STANDARDS2000 を中心に」（共著）（『研究紀要』 40(3), 57-66, 1999年）
- 「教育を抱える課題と数学教育」（『研究紀要』 41(1), 45, 2000年）
- 「ICME9における『創造性』研究の現状と課題」（『数学教育学会誌』 臨時増刊, 数学教育学会発表論文集 2000(2), 4-6, 2000年）
- 「図形の証明における認知過程について」（共著）（『数学教育学会誌』 臨時増刊, 数学教育学会発表論文集 2001(1), 37-39, 2001年）
- 「Pirie& Kieren理論に基づく思考過程の一考察  -中学2年生の点字解読の事例から」（共著）（『数学教育学会誌』 臨時増刊, 数学教育学会発表論文集 2002(1), 91-93, 2002年）
- 「現代の大学生の学力の一側面 (3)」（『数学教育学会誌』 臨時増刊, 数学教育学会発表論文集 2002(2), 131-133, 2002年）
- 「2003年度数学教育学会春季年会報告」（『数学教育学会誌』 44(1), 101, 2004年）
- 「大学生の数的表現の理解の一断面」（『数学教育学会誌』 臨時増刊, 数学教育学会発表論文集 2004(2), 150-152, 2004年）
- 「『学校外の数学教育を考える』スタディグループについてのご紹介」（『数学教育学会誌』 臨時増刊, 数学教育学会発表論文集 2005(1), 128, 2005年）
- 「子どもの日常に基礎をおいたカリキュラムの創造 (1)」（『数学教育学会誌』臨時増刊, 数学教育学会発表論文集 2006(1), 100-102, 2006年）
- 「学校外の数学教育を考えるSG  この2年間の活動について -反省と活動報告」（『数学教育学会誌』 臨時増刊, 数学教育学会発表論文集 2006(1), 236, 2006年）
- 「数学の学習に積極的な意味を感じさせるには  -現行の入試・評価システムを見直すために」（『数学教育学会誌』 臨時増刊, 数学教育学会発表論文集 2007(1), 133, 2007年）
- 「『興味・関心・意欲を高める授業』の理論の構築を求めて（試論）」（『数学教育学会誌』 臨時増刊, 数学教育学会発表論文集 2007(1), 221-223, 2007年）
- 「パズルの話題を積極的に取り入れた数学授業方法の試み」（『数学教育学会誌』 臨時増刊, 数学教育学会発表論文集 2007(2), 25-27, 2007年）
- 「香港と日本の中学校数学科における指導方法の比較研究  -認知主義的視点による教科書の比較」（『数学教育学会誌』 臨時増刊, 数学教育学会発表論文集 2008(1), 62-64, 2008年）
- 「数学パズルを利用した弱点補強」（『数学教育学会誌』 臨時増刊, 数学教育学会発表論文集 2008(1), 65-67, 2008年）
- 「中等教員が目覚めるためには」（『数学教育学会誌』 臨時増刊, 数学教育学会発表論文集 2008(1), 86, 2008年）
- 「非情報系における情報教育に関するアンケートを読む」（共著）（『数学教育学会誌』 臨時増刊, 数学教育学会発表論文集 2008(1), 221-223, 2008年）
- 「活用力を高める算数・数学の授業づくり」（共著）（『日本数学教育学会誌』 95(3), 44-52, 2013年）